# Total extraperitoneale Hernioplastik
Die Total extraperitoneale Hernioplastik (TEP, Total Extraperitoneale Plastik; auch TEPP, Transkutane Endoskopische Promesh-Plastik) ist eine Variante der Leistenbruchoperation.

## Technik
Bei der TEP-Technik wird über zwei bis drei kleinere Schnitte in minimalinvasiver Operationstechnik (MIC; Knopflochchirurgie) eine Bauchdeckenspiegelung, aber keine Bauchhöhlenspiegelung (Laparoskopie) durchgeführt im Unterschied zur TAPP-Technik (Transabdominale Präperitoneale Patch-Plastik). Der Hauptzugang erfolgt über einen kleinen Schnitt, meist etwas unterhalb des Nabels, über den auch das gefaltete Netz eingeführt werden kann. Das dünne Kunststoffnetz (historisch aus Polyester oder Polypropylen, neuerdings aus Polyvinylidenfluorid) wird zwischen den Bauchdeckenschichten, also hinter die Muskulatur und auf das Bauchfell eingelegt und verstärkt damit dauerhaft die Bauchwand. Fixiert wird das Netz durch den Bauchinnendruck und den Gegendruck der Bauchmuskulatur. Wichtig ist dabei, dass die Lücke weiträumig abgedeckt wird, sodass die Summe aller Kraftvektoren außerhalb der Lücke größer ist als die Summe der Kraftvektoren über der Bruchlücke. Meist sind daher keine zusätzlichen Befestigungen mit Clips aus Metall oder Kunststoff erforderlich. Um bei der Einbringung eine Verschiebung des Implantetes zu verhindern, wird es heute oft punktuell mit einem für innere Anwendung zugelassenen Kleber aus Cyanoacryl fixiert.
Meist kann nach TEP-Behandlung mit sofortiger Belastbarkeit gerechnet werden, d. h. gering belastende alltägliche Tätigkeiten sind möglich (siehe ambulante Chirurgie).